# Памятник Дрейзе
Памятник Иоганну Николаусу фон Дрейзе — установлен в честь Иоганна Николауса фон Дрейзе, немецкого оружейного мастера, изобретателя системы игольчатого ручного огнестрельного оружия в городе Зёммерда земли Тюрингия
Автор памятника — скульптор Вильгельм Вандшнайдер. Торжественное открытие состоялось 20 ноября 1909 года.
Был известен, как Военный мемориал Дрейзе, в память о жертвах войн 1864, 1866 и 1870/71 годов.
Памятник пережил Первую и Вторую мировые войны. В 1945 году местный антифашистский комитет потребовал снести памятник. Основанием для принятия решения послужило постановление от мая 1946 года об уничтожении «фашистских» и «милитаристских» памятников, коллекций и т. д. В январе 1947 года монумент был уничтожен. До сегодняшнего дня сохранились только основание памятника и голова статуи Дрейзе.

## Описание
Бронзовый памятник представлял из себя двойную статую, что для памятников было довольно редким явлением. Николаус фон Дрейзе, сидящий на наковальне, частично покрытой кожаным фартуком, объяснял своё изобретение, игольчатую винтовку, прусскому солдату, который стоял рядом с ним и был одет в походную форму. Группа стояла на плоском прямоугольном основании из полированного серого гранита. Постамент был изготовлен из декорированного кирпича. Статуя имела высоту чуть более двух метров при общей высоте около четырех с половиной метров.